# 泰特南
泰特南（德語：Tettnang，發音：[ˈtɛtnaŋ] ⓘ）是德国巴登-符腾堡州蒂宾根行政区博登湖县的城市，面积71.22平方千米，2023年12月31日人口为20,262人。